# Vue de toits (Effet de neige)
Vue de toits (Effet de neige), appelée aussi Toits sous la neige, Paris, est une huile sur toile du peintre français Gustave Caillebotte réalisée en 1878-1879. Conservée au Musée d'Orsay, à Paris, elle représente les toits de Paris sous la neige.

## Histoire
Ce tableau fut réalisé par Caillebotte dans la perspective de la quatrième exposition impressionniste organisée par la société anonyme des artistes peintres, sculpteurs et graveurs à Paris en 1879. Il y présente vingt-cinq œuvres dont deux sont des vues de toits. La toile reste ensuite dans l'atelier du peintre. En 1894, son frère Martial en fait don au Musée du Luxembourg. L'œuvre entre au Louvre en 1929, à la Galerie nationale du Jeu de Paume en 1947, avant de rejoindre le Musée d'Orsay.

## L'Œuvre
La modification atmosphérique que la neige produit sur un paysage est typique des préoccupations impressionnistes. Il s'agit d'une impression d'hiver, thème déjà traité par Armand Guillaumin (Chemin creux, effet de neige, 1868-69) et Monet (La Pie, 1869). Mais, tandis que les précédents représentent la campagne enneigée, Caillebotte choisit un contexte urbain pour traiter ce thème. 
L'époque durant laquelle Caillebotte peint cette toile est une période difficile pour le peintre. Il a tendance à sombrer dans la mélancolie à la suite d'une série de deuils familiaux. En effet, en octobre 1878 Caillebotte vient de perdre sa mère, décès faisant suite à la mort de son père le jour de la Noël 1874 et celle de son frère René en 1876. De plus en cette même année 1876, le peintre rédigea son testament, persuadé qu'il ne vivrait pas très vieux. Caillebotte exprime ainsi la tristesse de son âme dans ce paysage de toits enneigés. Pour renforcer encore l'effet d'oppression et de lourdeur, la ligne d'horizon, placée très haut laisse entrevoir un ciel sombre réduit à une simple bande grise. Dessous, l'enchevêtrement des toits ne laisse en rien présager le printemps. Quelques mois après, Caillebotte ralentit son rythme créateur. Bien qu'il produise encore quelques peintures par la suite, cette toile inhabituelle est en quelque sorte le chant du cygne de sa période de jeunesse.